# Harrisia martinii
Harrisia martinii és una espècie fanerògama que pertany a la família de les cactàcies.

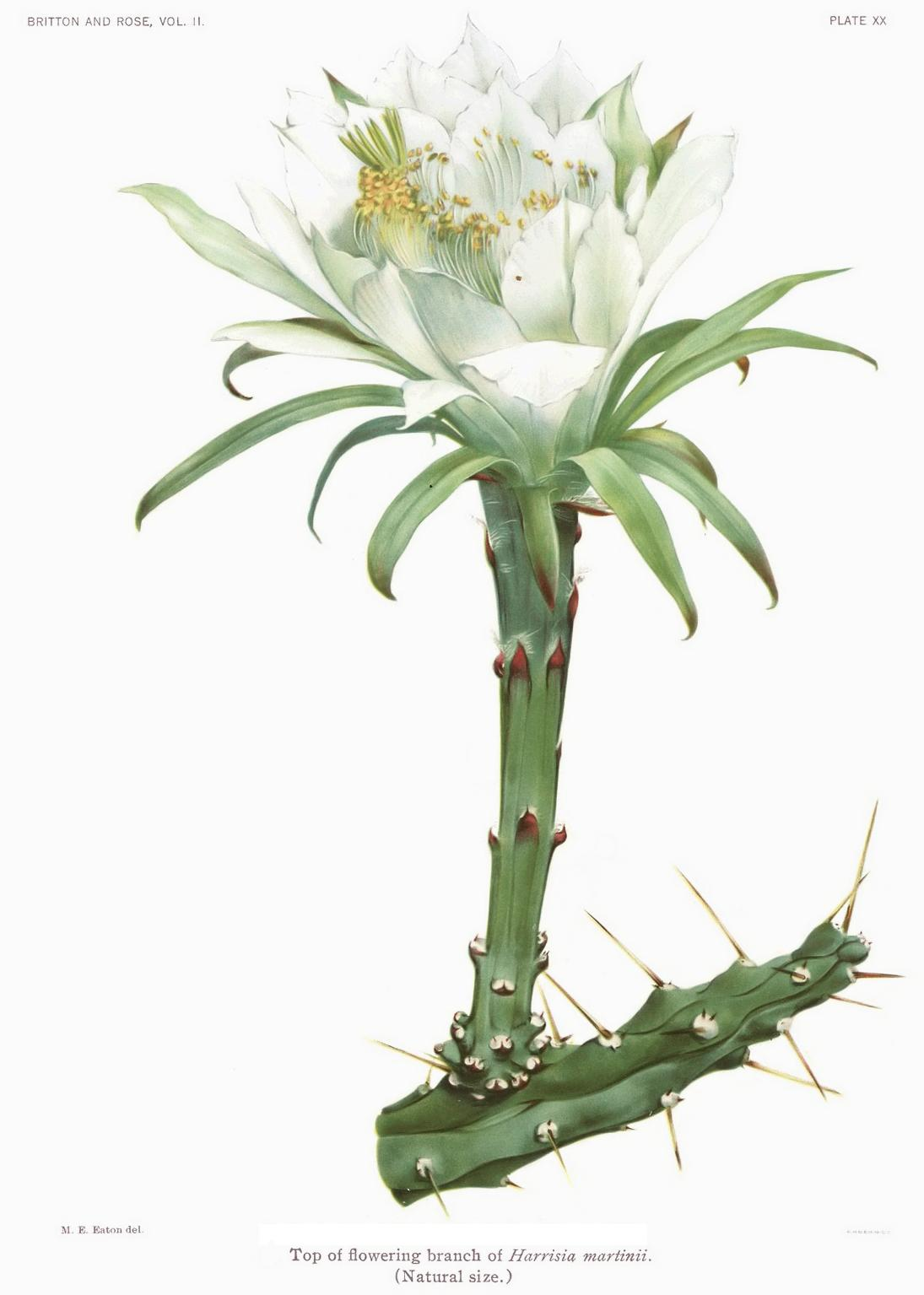
Il·lustració

## Descripció
Harrisia martinii té forma arbustiva ramificada de color verd a gris verdós, amb tiges que arriben a una grandària de fins a 2 metres d'alçada i entre 2 a 2,5 centímetres de diàmetre. Els brots joves són cònics i punxeguts amb quatre a cinc costelles. A les arèoles tenen una única i forta espina central, de color groguenc que té una part superior més fosca i fa de 2 a 3 cm de llarg. Les 6 i 55 espines radials són molt més curtes. Les flors fan una longitud de fins a 20 centímetres. Els fruits són vermells, més o menys esfèrics i tuberculats amb escates i espines.

## Distribució
És endèmica del Chaco, Formosa, Salta, Santa Fe i Santiago del Estero a l'Argentina. És una espècie comú en llocs localitzats.

## Taxonomia
Harrisia martinii va ser descrita per (Labour.) Britton i publicat a The Cactaceae; descriptions and illustrations of plants of the cactus family 2: 155, t. 19, f. 3. 1920.
Etimologia
Harrisia: nom genèric que va ser anomenat en honor del botànic irlandès William Harris, qui va ser Superintendent de jardins públics i plantacions de Jamaica.
martinii epítet que fa honor de l'amant dels cactus francès Raymond Martin de Tolosa.
Sinonímia
- Cereus martinii
- Eriocereus martinii[3]